# Ctenolucius hujeta
Ctenolucius hujeta är en fiskart som först beskrevs av Valenciennes, 1850.  Ctenolucius hujeta ingår i släktet Ctenolucius och familjen Ctenoluciidae. Inga underarter finns listade i Catalogue of Life.